# Ъптън ъпон Севърн
Ъ̀птън ъпо̀н Сѐвърн (на английски: Upton-upon-Severn) е малък град в югозападната част на Централна Англия. Намира се в графство Устършър. Разположен е около река Севърн на 10 km на юг от административния център на графството град Устър. Първите сведения за града като населено място датират от 897 г. Известен е със своите три музикални фестивала за фолк, джаз и блус музика. Населението му е 2859 жители по данни от преброяването през 2001 г.